# Radio Bremen

ARD:s täckningsområde. Radio Bremen ansvarar för radioutsändningar i förbundslandet Bremens område (i rött).

Radio Bremen (RB) är ett radio- och TV-bolag i Bremen som är medlem i ARD.
Radio Bremen är det minsta bolaget som är med i ARD. Under många år var Rudi Carrell verksam på Radio Bremen.